# Algar
Algar este un municipiu în provincia Cádiz, Andaluzia, Spania cu o populație de 1.714 locuitori.
1. ↑   https://www.epe.es/es/espana/andalucia/20240826/pueblo-cadiz-pretende-declarar-charlas-fresco-patrimonio-inmaterial-unesco-107368243 Lipsește sau este vid: |title= (ajutor)
2. ↑  Nomenclátor Geográfico de Municipios y Entidades de Población (20240402 edition)